# Bahnhof Belvedere (Italien)

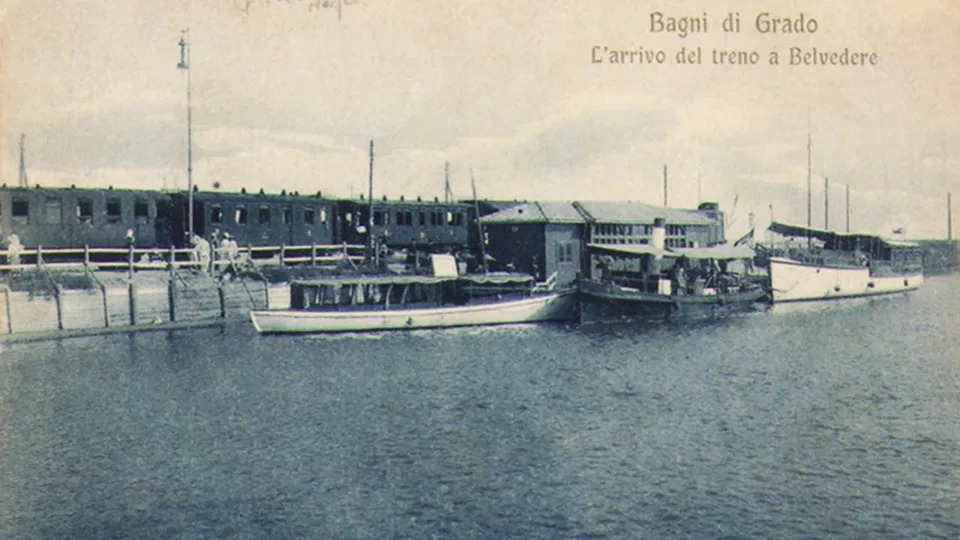
Ankunft eines Zuges am Fähranleger

Der Bahnhof Belvedere war ein Bahnhof an der Bahnstrecke Cervignano–Pontile per Grado in Belvedere, Aquileia, Italien. Der Bahnhof war nur in den Jahren 1910 bis 1937 geöffnet.
Er befand sich in der Gemeinde Aquileia. Das Gebäude besaß einen Fahrkartenschalter sowie die Wohnungen von Mitarbeitern und des Bahnhofsvorstehers. Nach seiner Stilllegung wurde der Bahnhof bis in die 1970er Jahre als Zivilwohnsitz genutzt.